# Дож Генуї
Дож Генуї (ліг. Dûxe; лат. Januensium dux et populi defensor, дослівно — «Полководець генуезців і захисник народу») — правитель Генуезької республіки, міста-держави і морської республіки з 1339 року до ліквідації держави в 1797 році.
Спочатку дожі обиралися довічно, після 1528 року дожі обиралися на два роки. Республіка (або Догат) управлялася невеликою групою купецьких сімей, з яких обиралися генуезькі дожі.

## Історія

Прапор Генуї

У 1099 році в Генуї було введено правління колегії консулів, яких обирали на річний термін. Перший одноосібний правитель — дож (за прикладом Венеційської республіки) був обраний у XIV столітті.

Перший генуезький дож («герцог») Симоне Бокканеґра, герой опери Верді, був призначений громадою в 1339 р. Спочатку генуезький дож обирався на необмежений термін на загальних виборах і утримував посаду «вічного дожа» все життя, але після реформи, запровадженої Андреа Доріа в 1528 р. термін його перебування був зменшений до двох років. Водночас плебеї були оголошені непридатними для голосування і призначення дожа було довірене членам великої ради (Gran Consiglio), які створили для цієї мети політичну систему таку ж складну, яка була згодом у Венеції. Дожі правили у Громадському палаці (Palazzo Pubblico), який був в 1388 р. уперше реконструйований для нового правителя і його уряду. Відтак палац був перейменований у Палац дожів (Palazzo Ducale), відновлений у XVI столітті. У наші часи у палаці тривалий час проходили засідання суду, а згодом у ньому став функціонувати генуезький культурний центр.

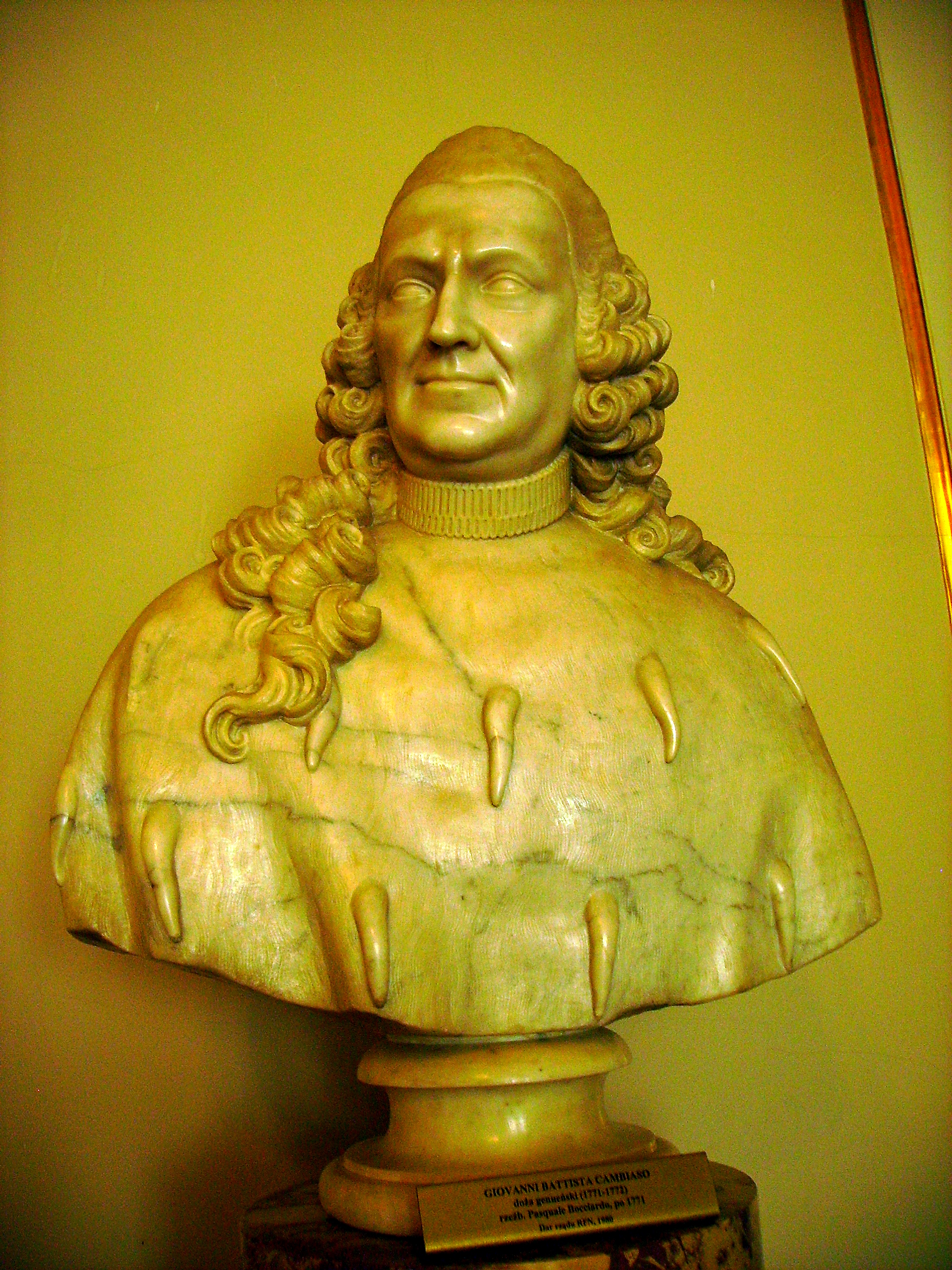
Бюст Джованні Баттіста Камбіазо, генуезького дожа (1771—1773), Королівський палац у Варшаві.

З усіх «вічних» генуезьких дожів, що управляли до кінця свого життя, лише один керував понад восьми років. Багато подавало у відставку або були вигнані перед вступом на посаду. Деякі при владі були тільки один день. Між 1339 і 1528, тільки чотири дожі були законно обрані. За словами Кристини Шоу, «генуезькі дожі були по суті лідерами фракції, що відповідали за захист Генуї та її території». «Деяким з них подобається бачити себе фактичними господарями міста, якими вони не були насправді». Генуя не довірила себе дожам. Правляча каста Генуї обмежила їх владу виконавчими органами, витрачала на них невеликий бюджет, і тримала їх подалі від міських прибутків, що знаходилися у Банку Святого Георгія. Не дивно, що дожі Генуї були менш відомі, ніж дожі Венеції.

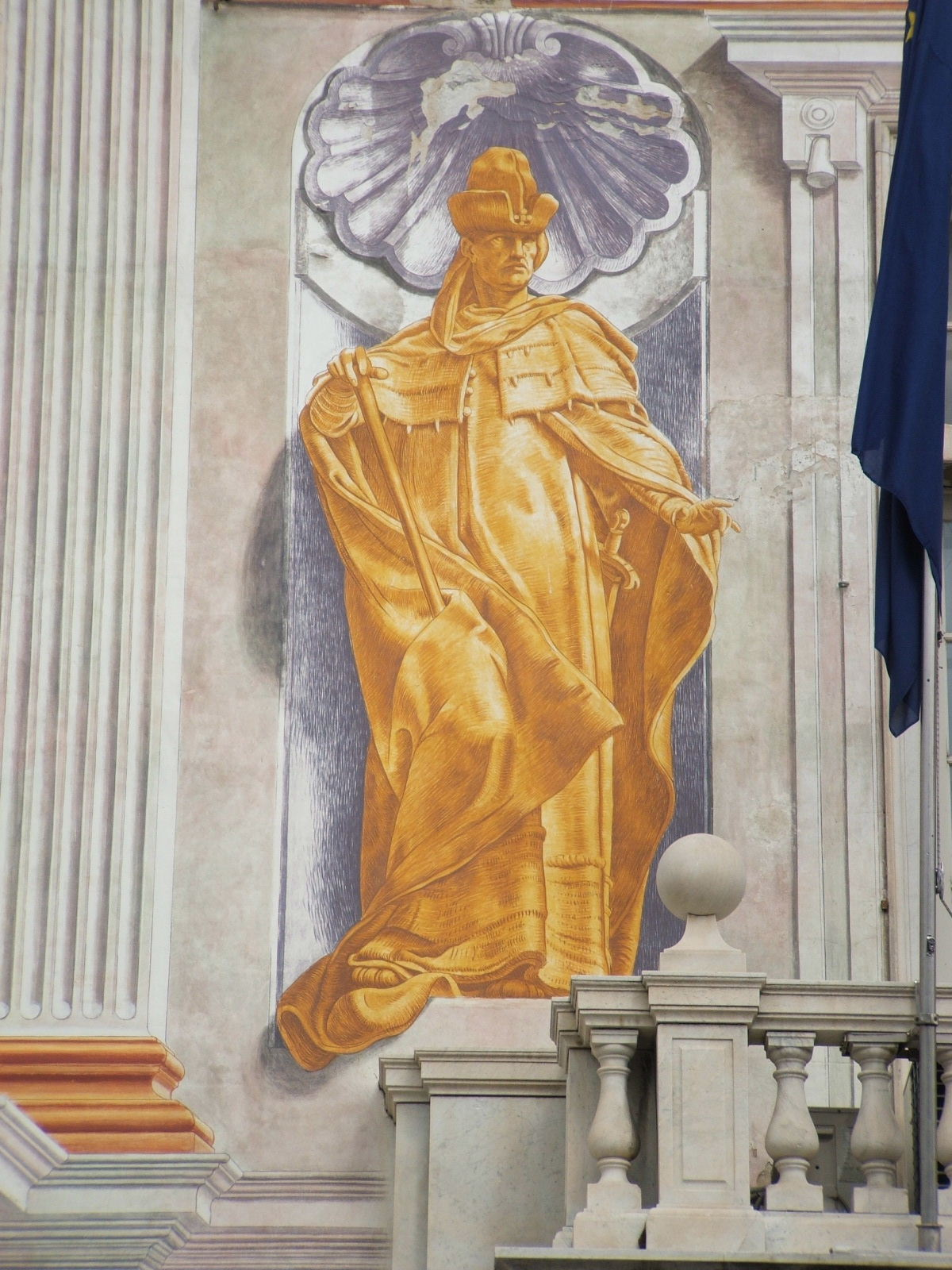
Імовірний образ Симоне Бокканеґра в палаццо Сан-Джорджіо (Генуя).

Дож стояв на чолі держави і невеликої групи провідних олігархічних родин міста, що змагалися одна з одною за контроль над посадою дожа.
Питання обрання дожа вирішувалася у межах палацу. У 1389 р. знервований кандидат несподівано повернувся з примусового вигнання у супроводі 7000 прибічників і після обіду з конкурентом ввічливо, але наполегливо випровадив його, дякуючи йому за службу як вмілому заступнику протягом його власної відсутності у Генуї.
З покоління в покоління дві могутні родини в Генуї, монополізували сан дожа: Адорно, прихильники імператорської влади (гібеліни), і Кампофреґосо (Campofregoso) або Фреґосо (Fregoso), прихильники папської влади (гвельфи). Томазо ді Кампофреґосо став дожем тричі: в 1415, 1421 і 1437 рр. У 1461 р. Паоло Фреґосо, архієпископ Генуї, заманив діючого дожа у свій будинок, тримав його в заручниках і запропонував йому вибір піти на пенсію з посади або бути повішеним. Коли Фреґосо був свого часу сам повалений, утік у гавань, захопив чотири галери і розпочав абсолютно нову для себе кар'єру пірата. У той час як палац дожів у Венеції протягом багатьох років заставлявся меблями та творами мистецтва, у Генуї кожного дожа чекали зі своїми меблями, а коли він закінчував термін, він залишав палац з голими стінами.
Генуезька влада ослабла рано і була затемнена Венецією. У 16-му столітті республіка насолодилася драматичним відродженням під керівництвом адмірала, державного діяча і патрона мистецтв Андреа Доріа, що управляв державою як віртуальний диктатор, який так ніколи і не став дожем. Він правив від імені іспанського короля у Новому Світі, у якій Генуя розбагатіла знову. Доріа служив адміралом іспанським Габсбургам, і генуезьким банкірам, що управляли іспанським фінансовим бізнесом, який значно збагатив генуезьку банківську олігархію.
У 1815 році за рішенням Віденського конгресу Генуезька республіка була скасована, а її територія відійшла до Сардинського королівства.

## Список довічно обраних дожів
| №п/п                                                         | Посада                               | Ім'я                                                                  | Вибори                 | Термін повноважень     | Примітки                                                                                            |
| ------------------------------------------------------------ | ------------------------------------ | --------------------------------------------------------------------- | ---------------------- | ---------------------- | --------------------------------------------------------------------------------------------------- |
| 1339-1353                                                    |                                      |                                                                       |                        |                        | |
| 1                                                            | Дож                                  | Симоне Бокканегра                                                     | 23 вересня 1339        | 23 грудня 1344         | перший дож                                                                                          |
| 2                                                            | Дож                                  | Джованні де Мурта (Giovanni da Murta)                                 | 25 грудня 1344         | 6 січня 1350           | |
| 3                                                            | Дож                                  | Джованні де Валенте (Giovanni Valente)                                | 9 січня 1350           | 8 жовтня 1353          | |
| Міланська окупація (1352—1356)                               |                                      |                                                                       |                        |                        | |
| 1                                                            | Губернатор                           | Гульєльмо Паллавічіно (Guglielmo Pallavicino)                         | 9 жовтня 1353          | 1355                   | під владою Джованні Вісконті, архієпископа і правителя Мілану                                       |
| 2                                                            | Губернатор                           | Гаспар Вісконті                                                       | 1355                   | 14 листопада 1356      | під владою Маттео II Вісконті, Бернабо Вісконті, Галеаццо II Вісконті — правителів Мілану           |
| 1356-1396                                                    |                                      |                                                                       |                        |                        | |
| 4                                                            | Дож                                  | Симоне Бокканегра                                                     | 15 листопада 1356      | 3 березня 1363         | Вдруге. Імовірне отруєння                                                                           |
| 5                                                            | Дож                                  | Габріель Адорно (Gabriele Adorno)                                     | 14 березня 1363        | 13 серпня 1370         | |
| 6                                                            | Дож                                  | Доменіко Кампофреґосо (Domenico di Campofregoso)                      | 13 серпня 1370         | 17 червня 1378         | |
| 7                                                            | Дож                                  | Антоніотто Адорно (Antoniotto Adorno)                                 | 17 червня 1378         | 17 червня 1378         | відмовився від поста в день призначення                                                             |
| 8                                                            | Дож                                  | Нікколо Ґварко (Nicolò Guarco)                                        | 17 червня 1378         | 7 квітня 1383          | |
| 9                                                            | Дож                                  | Фредерік Паґана (Federico Pagana)                                     | 7 квітня 1383          | 7 квітня 1383          | Скинутий в той же день                                                                              |
| 10                                                           | Дож                                  | Леонардо Монтальдо (Leonardo Montaldo)                                | 7 квітня 1383          | 14 червня 1384         | помер у день призначення                                                                            |
| 11                                                           | Дож                                  | Антоніотто Адорно (Antoniotto Adorno)                                 | 15 червня 1384         | 3 серпня 1390          | Вдруге                                                                                              |
| 12                                                           | Дож                                  | Джакопо Фреґосо (Giacomo Campofregoso)                                | 3 серпня 1390          | 6 квітня 1391          | |
| 13                                                           | Дож                                  | Антоніотто Адорно (Antoniotto Adorno)                                 | 6 квітня 1391          | 16 червня 1392         | Утретє                                                                                              |
| 14                                                           | Дож                                  | Антоніо Монтальдо (Antoniotto di Montaldo)                            | 16 червня 1392         | 15 липня 1393          | |
| 15                                                           | Дож                                  | П'єтро Фреґосо (Pietro Campofregoso)                                  | 15 липня 1393          | 15 липня 1393          | Зрікся посади в день призначення                                                                    |
| 16                                                           | Дож                                  | Клементе Промонторіо (Clemente di Promontorio)                        | 15 липня 1393          | 16 липня 1393          | |
| 17                                                           | Дож                                  | Франческо Джустініано Ґарібальдо (Francesco Giustiniano di Garibaldo) | 16 липня 1393          | 30 серпня 1393         | |
| 18                                                           | Дож                                  | Антоніо Монтальдо (Antoniotto di Montaldo)                            | 30 серпня 1393         | 24 травня 1394         | Вдруге                                                                                              |
| 19                                                           | Дож                                  | Нікколо Дзоалі (Nicolò Zoagli)                                        | 24 травня 1394         | 17 серпня 1394         | |
| 20                                                           | Дож                                  | Антоніо Ґварко (Antonio Guarco)                                       | 17 серпня 1394         | 3 вересня 1394         | |
| 21                                                           | Дож                                  | Антоніотто Адорно (Antoniotto Adorno)                                 | 3 вересня 1394         | 27 листопада 1396      | Вчетверте                                                                                           |
| Французька окупація (1396—1409)                              |                                      |                                                                       |                        |                        | |
| 1                                                            | Губернатор                           | Антоніотто Адорно (Antoniotto Adorno)                                 | 27 листопада 1396      | 18 березня 1397        | |
| 2                                                            | Губернатор                           | Vallerano di Lussemburgo                                              | 18 березня 1397        | серпня 1397            | |
| 3                                                            | Лейтенант                            | Borleo di Lucemburgo                                                  | серпня 1397            | 21 вересня 1398        | |
| 4                                                            | Лейтенант                            | Pietro Fresnel                                                        | серпня 1397            | 18 липня 1398          | |
| 5                                                            | Губернатор                           | Collardo di Callevilla                                                | 21 вересня 1398        | січня 1400             | |
| 6                                                            | Губернатор                           | Battista Boccanegra                                                   | 17 січня 1400          | 21 березня 1400        | Не визнаний королем Франції                                                                         |
| 7                                                            | Губернатор                           | Battista de Franchi-Luxardo                                           | 26 березня 1400        | 22 вересня 1401        | Не визнаний королем Франції                                                                         |
| 8                                                            | Лейтенант                            | Rinaldo d'Olivar                                                      | 22 вересня 1401        | 30 жовтня 1401         | |
| 9                                                            | Губернатор                           | Jean Le Meingre                                                       | 31 жовтня 1401         | 3 вересня 1409         | |
| 10                                                           | Лейтенант                            | Gilberto Faiette                                                      | 22 вересня 1401        | 30 жовтня 1401         | |
| 11                                                           | Лейтенант                            | Ugo Cholet                                                            | 1406                   | 1409                   | |
| 12                                                           | Капітан                              | Teodoro II del Monferrato                                             | 6 вересня 1409         | 21 березня 1413        | |
| 1413—1421                                                    |                                      |                                                                       |                        |                        | |
| 1                                                            |                                      | Уряд восьми деканів                                                   | 21 березня 1413        | 27 березня 1413        | |
| 22                                                           | Дож                                  | Джоржіо Адорно (Giorgio Adorno)                                       | 27 березня 1413        | 23 березня 1415        | Має титул Дожа XVII                                                                                 |
| 1                                                            |                                      | Уряд двох пріорів                                                     | 23 березня 1415        | 29 березня 1415        | |
| 23                                                           | Дож                                  | Барнабо Ґвано (Barnaba Guano)                                         | 29 березня 1415        | 3 липня 1415           | |
| 24                                                           | Дож                                  | Томмазо Кампофреґосо (Tomaso di Campofregoso)                         | 4 липня 1415           | 23 листопада 1421      | Син П'єтро Фреґосо                                                                                  |
| Міланська окупація (1421—1436)                               |                                      |                                                                       |                        |                        | |
| 1                                                            | Капітан                              | Francesco Bussone                                                     | 25 грудня 1421         | 17 січня 1422          | Граф ді Карманьйола                                                                                 |
| 2                                                            | Губернатор                           | Urbano di Sant'Alosio                                                 | 17 січня 1422          | 31 березня 1422        | |
| 3                                                            |                                      | Rettorato dei quattro Rettori                                         | 31 березня 1422        | 5 грудня 1422          | |
| 4                                                            | Губернатор                           | Francesco Bussone                                                     | 5 грудня 1422          | 15 листопада 1424      | Граф ді Карманьйола                                                                                 |
| 5                                                            | Губернатор                           | Giacomo degli Isolani                                                 | 15 листопада 1424      | кінець лютого1428      | Кардинал                                                                                            |
| 6                                                            | Губернатор                           | Bartolomeo Capra                                                      | 3 березня 1428         | серпня 1432            | Архієпископ Мілану                                                                                  |
| 7                                                            | Губернатор                           | Oldrado di Lampugnano                                                 | 1432                   | n.p.                   | |
| 8                                                            | Уповноважений                        | Oppizino di Alzate                                                    | 1434                   | 25 грудня 1435 убитий  | |
| 9                                                            | Уповноважений                        | Francesco Barbavara                                                   | 1435                   | 25 грудня 1435         | |
| 10                                                           | Губернатор                           | Erasmo Trivulzio                                                      | 25 грудня 1435         | 25 грудня 1435         | убраний з посади в день призначення                                                                 |
| 1435—1458                                                    |                                      |                                                                       |                        |                        | |
| 1                                                            | Уряд восьми «капітанів свободи»      |                                                                       | 27 грудня 1435         | 28 березня 1436        | |
| 1436-1442                                                    |                                      |                                                                       |                        |                        | |
| 25                                                           | Дож                                  | Існардо Ґварко(Isnardo Guarco)                                        | 28 березня 1436        | 3 квітня 1436          | |
| 26                                                           | Дож                                  | Томмазо Кампофреґосо (Tomaso di Campofregoso)                         | 3 квітня 1436          | 24 березня 1437        | Вдруге                                                                                              |
| 27                                                           | Дож                                  | Баттіста І Кампофреґосо (Battista I di Campofregoso)                  | 24 березня 1437        | 24 березня 1437        | Залишив посаду в день призначення                                                                   |
| 28                                                           | Дож                                  | Томмазо Кампофреґосо (Tommaso di Campofregoso)                        | 24 березня 1437        | 18 грудня 1442         | Утретє                                                                                              |
| 1443                                                         |                                      |                                                                       |                        |                        | |
| 1                                                            | Уряд восьми «капітанів свободи»      |                                                                       | 19 грудня 1442         | 28 січня 1443          | |
| 1443-1458                                                    |                                      |                                                                       |                        |                        | |
| 29                                                           | Дож                                  | Раффаель Адорно (Raffaele Adorno)                                     | 28 січня 1443          | 4 січня 1447           | Племінник Антоніотто Адорно                                                                         |
| 30                                                           | Дож                                  | Barnaba Adorno                                                        | 4 січня 1447           | 30 січня 1447          | Повалений Джіано І Кампофреґосо                                                                     |
| 31                                                           | Дож                                  | Джіано І Кампофреґосо                                                 | 30 січня 1447          | 16 грудня 1448         | Онук Томмазо Кампофреґосо Помер на посаді                                                           |
| 32                                                           | Дож                                  | Луїджі Кампофреґосо (Lodovico di Campofregoso)                        | 16 грудня 1448         | 4 вересня 1450         | Брат Джіано І Кампофреґосо                                                                          |
| 33                                                           | Дож                                  | П'єтро Кампофреґосо Pietro di Campofregoso                            | 8 вересня 1450         | січня 1458             | Архієпископ Генуї                                                                                   |
| Французька окупація (1458—1461)                              |                                      |                                                                       |                        |                        | |
| 1                                                            | Герцог                               | Giovanni di Calabria                                                  | 11 березня 1458        | 11 тижнів(?) 1459      | Син Рене Анжуйського                                                                                |
| 2                                                            |                                      | Ludovico la Vallée                                                    | 11 sett. (?) 1459      | 9 березня 1461         | |
| 1461—1464                                                    |                                      |                                                                       |                        |                        | |
| 1                                                            | Уряд восьми капітанів                |                                                                       | 9 березня 1461         | 12 березня 1461        | |
| 1461-1462                                                    |                                      |                                                                       |                        |                        | |
| 34                                                           | Дож                                  | Просперо Адорно (Prospero Adorno)                                     | 12 березня 1461        | 17 липня 1461          | |
| 35                                                           | Дож                                  | Спінетта Кампофреґосо (Spinetta di Campofregoso)                      | 18 липня 1461          | 20 липня(?) 1461       | |
| 36                                                           | Дож                                  | Луїджі Кампофреґосо (Lodovico di Campofregoso)                        | 25 липня 1461          | 14 травня 1462         | Вдруге                                                                                              |
| 37                                                           | Дож                                  | Паоло Кампофреґосо (Paolo di Campofregoso)                            | 14 травня 1462         | 31 травня 1462         | |
| 1462                                                         |                                      |                                                                       |                        |                        | |
| 1                                                            | Уряд чотирьох капітанів              |                                                                       | 31 травня 1462         | 8 червня 1462          | |
| 1462- 1464                                                   |                                      |                                                                       |                        |                        | |
| 38                                                           | Дож                                  | Луїджі Кампофреґосо (Lodovico di Campofregoso)                        | 8 червня 1462          | січня 1463             | Утретє                                                                                              |
| 39                                                           | Дож                                  | Паоло Кампофреґосо (Paolo di Campofregoso)                            | 8 січня 1463           | квітня 1464            | Вдруге                                                                                              |
| Міланська окупація (1464—1478)                               |                                      |                                                                       |                        |                        | |
| 1                                                            | Губернатор                           | Gaspare di Vimercate                                                  | 16 квітня 1464         | 18 вересня (?) 1464    | |
| 2                                                            | Губернатор                           | Corrado di Fogliano]                                                  | 28 вересня 1464        | 13 травня 1466         | |
| 3                                                            | Вікарій                              | Baldassarre della Corte                                               | травня 1466            | серпня (?) 1466        | |
| 4                                                            | Віконт — Губернатор                  | Sagramoro Menclozzo                                                   | 1 вересня 1466         | 29 вересня 1468        | |
| 5                                                            | Губернатор                           | Corrado di Fogliano                                                   | 7 жовтня 1468          | 22 серпня 1470         | |
| 6                                                            | Вікарій                              | Giacomo Bovarello                                                     | 23 серпня 1470         | dopo il 17 грудня 1470 | |
| 7                                                            | Губернатор                           | Giovanni Pallavicino                                                  | 3 січня 1471           | 1 липня 1473           | Маркіз Сципіону                                                                                     |
| 8                                                            | Губернатор                           | Guido Visconte                                                        | 7 липня 1473           | 19 жовтня 1475         | |
| 9                                                            | Губернатор                           | Gian Francesco Pallavicino                                            | жовтня 1475            | 4 лютого 1477          | Marchese di Сципіону                                                                                |
| 10                                                           | Сеньйор                              | Gian Galeazzo Maria Sforza                                            | 26 грудня 1476         | 15 березня 1477        | Герцог Мілану і Сеньйор Генуї (Duca di Milano e Signore di Genova)                                  |
| 12                                                           | Капітан                              | Ibleto Fieschi                                                        | 20 березня 1477        | 28 квітня 1477         | Уряд восьми захисників Вітчизни                                                                     |
| 13                                                           | Губернатор                           | Prospero Adorno                                                       | 30 квітня 1477         | 1478                   | |
| 14                                                           | Губернатор                           | Branda da Castiglione                                                 | 1478                   | 1478                   | Єпископ Комо                                                                                        |
| 15                                                           | Губернатор                           | Prospero Adorno                                                       | 1478                   | 1478                   | Уряд восьми миротворців                                                                             |
| 16                                                           | Губернатор                           | Prospero Adorno                                                       | 7 липня 1478           | 23 жовтня 1478         | Уряд дванадцяти капітанів                                                                           |
| 17                                                           | Губернатор                           | Prospero Adorno та Луїджі Кампофреґосо (Lodovico di Campofregoso)     | 23 жовтня 1478         | 25 листопада 1478      | Уряд дванадцяти капітанів                                                                           |
| 1478-1488                                                    |                                      |                                                                       |                        |                        | |
| 40                                                           | Дож                                  | Баттіста ІІ Кампофреґосо (Battista II di Campofregoso)                | 26 листопада 1478      | 25 листопада 1483      | |
| 41                                                           | Дож і Кардинал                       | Паоло Кампофреґосо (Paolo di Campofregoso)                            | 25 листопада 1483      | 6 січня 1488           | Утретє                                                                                              |
| Міланська окупація (1488—1499)                               |                                      |                                                                       |                        |                        | |
| 1                                                            | Губернатор                           | Паоло Кампофреґосо (Paolo di Campofregoso)                            | 6 січня (?) 1488       | 7 серпня 1488          | |
| 2                                                            | Уряд дванадцяти громадян             |                                                                       | 7 серпня 1488          | 13 вересня 1488        | Під ім'ям Капітана, згодом Реформаторів Республіки (Capitani e poi di Riformatori della Repubblica) |
| 3                                                            | Губернатор                           | Agostino Adorno                                                       | 13 вересня 1488        | 26 жовтня 1499         | |
| 4                                                            | Уповноважений                        | Corrado Stanga                                                        | 1494                   | 26 жовтня 1499         | |
| Зовнішнє управління Людовика XII, короля Франції (1499—1507) |                                      |                                                                       |                        |                        | |
| 1                                                            | Губернатор                           | Scipione Barbavara                                                    | 26 жовтня 1499         | 3 листопада 1499       | |
| 2                                                            | Губернатор                           | Filippo di Cleves                                                     | 4 листопада 1499       | 25 жовтня 1506         | |
| 3                                                            | Лейтенант                            | Filippo Roccabertin                                                   | червня 1506            | 12 березня 1507        | -                                                                                                   |
| 1507                                                         |                                      |                                                                       |                        |                        | |
| 42                                                           | Дож народу                           | Паоло де Нові (Paolo da Novi)                                         | 10 квітня 1507         | 27 квітня 1507         | Перший Дож народу                                                                                   |
| Зовнішнє управління Людовика XII, короля Франції (1507—1512) |                                      |                                                                       |                        |                        | |
| 1                                                            | Губернатор                           | Rodolfo di Lanoy                                                      | травня 1507            | жовтня 1508            | |
| 2                                                            | Губернатор                           | Francesco di Rochechouard                                             | жовтня 1508            | 20 червня 1512         | |
| 1512-1513                                                    |                                      |                                                                       |                        |                        | |
| 43                                                           | Дож                                  | Джіано Кампофреґосо (Giano II di Campofregoso)                        | 29 червня 1512         | 25 травня 1513         | |
| Зовнішнє управління Людовика XII, короля Франції             |                                      |                                                                       |                        |                        | |
| 1                                                            | Губернатор                           | Antoniotto II Adorno                                                  | 1513                   | 1513                   | |
| 1513—1515                                                    |                                      |                                                                       |                        |                        | |
| 44                                                           | Дож                                  | Оттавіано Фреґосо (Ottaviano di Campofregoso)                         | 20 червня 1513         | 7 вересня 1515         | |
| Зовнішнє управління Франциска I, короля Франції (1515—1522)  |                                      |                                                                       |                        |                        | |
| 1                                                            | Губернатор                           | Оттавіано Фреґосо (Ottaviano di Campofregoso)                         | 20 листопада 1515      | 31 травня 1522         | |
| 1522                                                         |                                      |                                                                       |                        |                        | |
| 45                                                           | Дож                                  | Антоніо II Адорно (Antoniotto II Adorno)                              | 31 травня 1522         | серпень 1527           | Останній довічний дож                                                                               |
| Зовнішнє управління Франциска I, короля Франції (1522—1528)  |                                      |                                                                       |                        |                        | |
| 1                                                            | Губернатор                           | Teodoro Trivulzio                                                     | на початку серпня 1527 | 12 вересня 1528        | |
| 1528                                                         |                                      |                                                                       |                        |                        | |
| 1                                                            | Уряд дванадцяти вільних реформаторів |                                                                       | середина вересня 1528  | 11 жовтня 1528         | |

## Список дожів, обраних на два роки (1528–1797)

### 1528–1599
- Оберто Луччано Катанео (Oberto Cattaneo Lazzari): 12 жовтня 1528 — 4 січня 1531
- Баттіста Спінола (Battista Spinola): 4 січня1531 — 4 січня 1533
- Баттіста Ломелліні (Battista Lomellini): 4 січня1533 — 4 січня 1535
- Крістофоро Грімальді Россо (Cristoforo Rosso Grimaldi): 4 січня 1535 — 4 січня1537
- Джованні Баттіста Доріа: 4 січня1537 — 4 січня 1539
- Джан-Андреа Джустініані: 4 січня1539 — 4 січня 1541
- Леонардо Катанео делла Вольта (Leonardo Cattaneo della Volta): 4 січня 1541 — 4 січня1543
- Андреа Центуріон-Пьетрасанта (Andrea Centurione Pietrasanta): 4 січня 1543 — 4 січня1545
- Джованні Баттіста Форнарі (Giovanni Battista De Fornari): 4 січня 1545 — 4 січня1547
- Бенедетто Джентіле Певере (Benedetto Gentile Pevere): 4 січня 1547 — 4 січня1549
- Гаспар Бразеллі-Грімальді: 4 січня1549 — 4 січня 1551
- Лука Спінола: 4 січня1551 — 4 січня 1553
- Джакопо Промонтаріо: 4 січня1553 — 4 січня 1555
- Аґостіно Пінелло Ардіменті (Agostino Pinello Ardimenti): 4 січня 1555 — 4 січня 1557
- П'єтро Джованні Ч'явіко Чібо (Pietro Giovanni Chiavica Cibo): 4 січня1557 — 3 грудня 1558 (помер на посаді)
- Джіроламо Вівальді (Girolamo Vivaldi: 4 січня1559 — 4 січня 1561
- Паоло Баттіста Джідіче Кальві (Paolo Battista Giudice Calvi): 4 січня1561 — 27 вересня 1561 (помер на посаді)
- Баттіста Чикала Цоаліо (Battista Cicala Zoaglio): 4 жовтня 1561 — 4 жовтня 1563
- Джованні Баттіста Леркарі (Giovanni Battista Lercari): 7 жовтня 1563 — 7 жовтня 1565
- Одаріко Оттавіо Джентіле (Odorico Ottavio Gentile): 11 жовтня 1565 — 11 жовтня 1567
- Сімоне Спінола (Simone Spinola): 15 жовтня 1567 — 3 жовтня 1569
- Паоло Джустініані Монегліа (Paolo Giustiniani Moneglia): 6 жовтня 1569 — 6 жовтня 1571
- Джіанотто Ломелліні (Gianotto Lomellini): 10 жовтня 1571 — 10 жовтня 1573
- Джакопо Дураццо Грімальді (Giacomo Durazzo Grimaldi): 16 жовтня 1573 — 17 жовтня 1575
- Просперо Центруріоне Фаттінанті (Prospero Centurione Fattinanti): 17 жовтня 1575 — 17 жовтня 1577
- Джованні Баттіста Джентіле Піньйоло (Giovanni Battista Gentile Pignolo): 19 жовтня 1577 — 19 жовтня 1579
- Нікколо Доріа (Nicolò Doria): 20 жовтня 1579 — 20 жовтня 1581
- Джіроламо де Франчі Тосо — Gerolamo De Franchi Toso 1581—1583
- Джеромо Чіаварі — Gerolamo Chiavari 1583—1585
- Амброджіо ді Негро — Ambrogio Di Negro 1585—1587
- Давіде Ваццарі — Davide Vacca (o Vaccari) 1587—1589
- Баттіста Неґроне — Battista Negrone 1589—1591
- Джан-Аґостіно Кампі Джустініані — Gio. Agostino Campi Giustiniani 1591—1593
- Антоніо Чеба Ґрімальді — Antonio Cebà Grimaldi 1593—1595
- Маттео Сенареґа — Matteo Senarega 1595—1597
- Лаццаро Чеба Ґрімальді — Lazzaro Cebà Grimaldi 1597—1599

### 1599–1650
- Лауренціо Саулі — Lorenzo Sauli 1599—1601
- Аґустіно Доріа — Agostino Doria 1601—1603
- П'єтро де Франчі — Pietro (Sacco) De Franchi 1603—1605
- Лука Ґрімальді — Luca (De Castro) Grimaldi 1605—1607
- Сильвестро Інврея — Silvestro Invrea 1607—1607
- Джероламо Ассерето — Gerolamo Assereto 1607—1609
- Аґостіно Лучіані Пінелло — Agostino Luciani Pinello 1609—1611
- Алессандро Лонґо Джустініані — Alessandro Longo Giustiniani 1611—1613
- Томазо Спінола — Tomaso Spinola 1613—1615
- Барнардо Клаварецца — Bernardo Clavarezza 1615—1617
- Джованні Джакопмо Імперіале — Giovanni Giacomo (Tartaro) Imperiale 1617—1619
- П'єтро Дураццо — Pietro Durazzo 1619—1621
- Амброджіо Доріа — Ambrogio Doria 1621—1621 (помер на посаді)
- Джорджіо Чентуріоне — Giorgio Centurione 1621—1623
- Федеріко де Франчі — Federico De Franchi 1623—1625
- Джакомо Ломелліні — Giacomo Lomellini 1625—1627
- Джованні Лука Джіварі — Giovanni Luca Chiavari 1627—1629
- Андреа Спінола — Andrea Spinola 1629—1631
- Леонардо делла Торре — Leonardo Della Torre 1631—1633
- Джованні Стефано Доріа — Giovanni Stefano Doria 1633—1635
- Джованні Франческо Бріньоле Сале — Gio. Francesco Brignole Sale 1635—1637
- Аґостіно Паллавічіні — Agostino Pallavicini 1637—1639
- Джованні Баттіста Дураццо — Giovanni Battista Durazzo 1639—1641
- Джованні Аґостіно де Маріні — Giovanni Agostino De Marini 1641—1642 (помер на посаді)
- Джованні Баттіста Леркарі — Giovanni Battista Lercari 1642—1644
- Лука Джістініані — Luca Giustiniani 1644—1646
- Джованні Баттіста Ломелліні — Giovanni Battista Lomellini 1646—1648
- Джакомо де Франчі — Giacomo (Toso) De Franchi 1648—1650

### 1650–1699
- Аґостіно Чентуріон — Agostino Centurione 1650—1652
- Джероламо де Франчі — Gerolamo De Franchi 1652—1654
- Алессандро Спінола — Alessandro Spinola 1654—1656
- Джуліо Саулі — Giulio Sauli 1656—1658
- Джованні Баттіста Чентуріон — Giovani Battista Centurione 1658—1660
- Джованні Бернабо Фруґоні — Gian Bernardo Frugoni 1660—1661 (помер на посаді)
- Антоніо Інврея — Antoniotto Invrea 1661—1663
- Стефано де Марі — Stefano De Mari 1663—1665
- Чезаре Дураццо — Cesare Durazzo 1665—1667
- Чезаре Джентіле — Cesare Gentile 1667—1669
- Франческо Карбаріно — Francesco Garbarino 1669—1671
- Алессандро Ґрімальді — Alessandro Grimaldi 1671—1673
- Аґостіно Салуццо — Agostino Saluzzo 1673—1675
- Антоніо де Пассано — Antonio Da Passano 1675—1677
- Джоннетіно Одоне — Giannettino Odone 1677—1679
- Аґостіно Спінола — Agostino Spinola 1679—1681
- Лука-Маріа Інврея — Luca Maria Invrea 1681—1683
- Франческо Марія Леркарі Імперіале — Francesco Maria Lercari Imperiale 1683—1685
- П'єтро Дураццо — Pietro Durazzo 1685—1687
- Лука Спінола — Luca Spinola 1687—1689
- Оберто Торре — Oberto Della Torre 1689—1691
- Джованні Баттіста Каттанео — Giovanni Battista Cattaneo 1691—1693
- Франческо Інврея — Francesco Invrea 1693—1695
- Бендінеллі Неґроне — Bendinelli Negrone 1695—1697
- Франческо Маріа Саулі — Francesco Maria Sauli 1697—1699 (помер на посаді)

### 1699–1750
- Джіроламо де Марі — Girolamo De Mari 1699—1701
- Федеріко де Франчі — Federico De Franchi 1701—1703
- Антоніо Ґрімальді — Antonio Cebà Grimaldi 1703—1705
- Стефано Онорато Феретті — Stefano Onorato Ferreti 1705—1707
- Доменіко Маріа де Марі — Domenico Maria De Mari 1707—1709
- Вінчензо Дураццо — Vincenzo Durazzo 1709—1711
- Франческо Марія Імперіале — Francesco Maria Imperiale 1711—1713
- Джованні Антоніо Джустініані — Giovanni Antonio Giustiniani 1713—1715
- Лоренціо Чентуріоне — Lorenzo Centurione 1715—1717
- Бенедетто Веале — Benedetto Viale 1717—1719
- Амброджіо Імперіале — Ambrogio Imperiale 1719—1721
- Чезаре де Франчі — Cesare De Franchi 1721—1723
- Домініко Неґроне — Domenico Negrone 1723—1725
- Джероламо Венеросо — Gerolamo Veneroso 1726—1728
- Лука Ґрімальді — Luca Grimaldi 1728—1730
- Франческо Маріа Балбі — Francesco Maria Balbi 1730—1732
- Домініко Маріа Спінола — Domenico Maria Spinola 1732—1734
- Стефано Дураццо — Stefano Durazzo 1734—1736
- Нікколо Каттанео — Nicolò Cattaneo 1736—1738
- Костантіно Бальбі — Costantini Balbi 1738—1740
- Нікколо Спінола — Nicolò Spinola 1740—1742
- Домініко Каневаро — Domenico Canevaro 1742—1744
- Лорензо Марі — Lorenzo De Mari 1744—1746
- Джан-Франческо Бріньоле Сале ІІ — Gian Francesco Brignole Sale II 1746—1748
- Чезаре Каттанео делла Вольта — Cesare Cattaneo Della Volta 1748—1750

### 1750–1797
- Аґосто Віале — Agostino Viale 1750—1752
- Стефано Ломелліні — Stefano Lomellini 1752—1752 (відрікся)
- Джованні Баттіста Ґрімальді — Giovanni Battista Grimaldi 1752—1754
- Джіан Джіакомо Венеросо — Gian Giacomo Veneroso 1754—1756
- Джованні Джіакомо Ґрімальді — Giovanni Giacomo Grimaldi 1756—1758
- Маттео Франзоні — Matteo Franzoni 1758—1760
- Аґосто Ломелліно — Agostino Lomellini 1760—1762
- Рудольфо Джуліо Бріньоле Сале — Rodolfo Giulio Brignole Sale 1762—1764
- Франческо Маріа делла Ровере — Francesco Maria Della Rovere 1765—1767
- Марчело Дураццо — Marcello Durazzo 1767—1769
- Джованні Баттіста Негроні — Giovanni Battista Negrone 1769—1771
- Джованні Баттіста Камбіасо — Giovanni Battista Cambiaso 1771—1773
- Фердінандо Спінола — Ferdinando Spinola 1773—1773
- П'єтро-Франко Ґрімальді — Pier Franco Grimaldi 1773—1775
- Брізіо Джустініані — Brizio Giustiniani 1775—1777
- Джузеппе Ломелліні — Giuseppe Lomellini 1777—1779
- Джакомо Маріа Бріньоле — Giacomo Maria Brignole 1779—1781
- Марко-Антоніо Джентіле — Marco Antonio Gentile 1781—1783
- Джованні Баттіста Айролі — Giovanni Battista Airoli (1783—1785)
- Джан-Варло Паллавічіно — Gian Varlo Pallavicino (1785—1787)
- Рафаель де Феррарі — Raffaele De Ferrari (1787—1789)
- Алераме Марія Паллавічіні — Alerame Maria Pallavicini (1789—1791)
- Мікеланджело Камбіазо — Michelangelo Cambiaso (1791—1793)
- Джузеппе Маріа Доріа — Giuseppe Maria Doria (1793—1795)
- Джакомо Маріа Бріньоле — Giacomo Maria Brignole 1795—1797 (останній дож)

Повний список генуезьких дожів можна знайти в італійській вікіпедії: Elenco dei Dogi della Repubblica di Genova.

## Рекомендована література
- Chisholm, Hugh, ed. (1911). "Doge". Encyclopædia Britannica. Vol. 8 (11th ed.). Cambridge University Press. p. 380.
- Steven Epstein. Genoa and the Genoese